# 铁仔叶杜鹃
铁仔叶杜鹃（学名：Rhododendron myrsinifolium）为杜鹃花科杜鹃花属下的一个种。

## 扩展阅读
- 維基物種上的相關：铁仔叶杜鹃